# Robinson Motor Vehicle Company
Robinson Motor Vehicle Company, vorher John T. Robinson & Company, war ein US-amerikanischer Hersteller von Automobilen.

## Unternehmensgeschichte
John Tilden Robinson war Mitinhaber der Bramwell-Robinson Company. Nach der Trennung gründete er im Mai 1900 sein eigenes Unternehmen. Die Firmierung lautete zunächst John T. Robinson & Company. Der Sitz war in Hyde Park in Massachusetts, heute ein Stadtteil von Boston. Er begann mit der Produktion von Automobilen. Der Markenname lautete Robinson. 1901 erfolgte die Umfirmierung in Robinson Motor Vehicle Company. 1902 endete die Produktion.
Robinson gründete daraufhin zusammen mit Edward W. Pope die Pope-Robinson Company.

## Fahrzeuge
Das erste Modell ähnelte noch den Modellen von Bramwell-Robinson. Sie werden als veraltet und schwerfällig bezeichnet. Sie hatten einen Zweizylindermotor mit 2464 cm³ Hubraum. Er war unter dem Sitz montiert und trieb über zwei Ketten die Hinterachse an. Die Fahrzeugen kosteten als offener Stanhope 1400 US-Dollar und als Victoria-Stanhope 1500 Dollar.
Innerhalb eines Jahres erschien ein moderneres Fahrzeug. Es hatte einen Vierzylindermotor mit 4928 cm³ Hubraum und 16 PS Leistung. Er war vorne im Fahrzeug unter einer Motorhaube montiert. Das Getriebe hatte zwei Gänge. Gelenkt wurde mit einem Lenkrad. Der Aufbau bot Platz für vier Personen. Eine Abbildung zeigt einen Tonneau. Der Neupreis betrug 3500 US-Dollar. Ein Fahrzeug erhielt eine Auszeichnung beim New York-Buffalo Endurance Run.